# Памятник Петру I (Антверпен)
Памятник Петру I в Антверпене был установлен по проекту Г. В. Франгуляна в 1998 году.
В Антверпене существует закон, запрещающий ставить в городе памятники политическим деятелям. Исключение составляет только памятник российскому императору.
Памятник был установлен в Бельгии в 1998 году рамках фестиваля «Дни Петра Великого». Бронзовый Пётр поставлен напротив аббатства св. Михаила на Клоостерстраат, в котором в апреле 1717 года останавливался русский царь. Петр прибыл в Антверпен под видом простого матроса Алексеева, однако был встречен всей знатью Антверпена. Царь полдня ругал слуг и свиту за несохранение тайны, но к вечеру все-таки подобрел и посетил прием, устроенный в его честь. Как отметил известный антверпенский историк Э. Вагеманс, «для нас, антверпенцев, этого вполне достаточно, чтобы поставить ему памятник». Специально к установке на вечный прикол русского императора бельгийцы достали из музея те самые колокола, которые встречали его в 1717 году, чтобы снова приветствовать прибытие Петра I торжественным звоном. Для этого оборудовали особый грузовик, соорудили на нём установку, на которой закрепили пятьдесят один колокол. Крупнейший во Фландрии специалист по колоколам известный музыкант Йо Хаазен исполнил на них мелодии, которым Антверпен встречал Петра во времена путешествия русского царя в Европу.
Фигура Петра I стоит на краю бронзового диска, задняя часть которого приподнята четырьмя ангелами. Текст на постаменте: «Hier zette in 1717 de Russische tsaar Peter de Grote voet aan wal». На поднятой стороне диска надпись по-фламандски «Пётр Великий» и два медальона с гербами России и города Антверпен. Этот диск одновременно являет собой географическую карту и сургучную печать законодателя европейской геополитики. Любопытный эффект возникает при движении вокруг скульптуры — сколько бы раз вы ни обходили фигуру, вам захочется сделать это ещё раз. Причина желания продолжать движения в том, что перед Вами не просто бронзовый истукан — фигура динамична. Эффект достигается тем, что у императора одна рука на двадцать сантиметров длиннее другой. При том, что внешний вид царя совершенно гармоничен.
Ещё один интересный факт касается невидимой зрителям части скульптуры. В основе внутренних конструкций Петра — настоящие корабельные ванты. Они закреплены внутри памятника, между бронзовым кольцом в груди Петра и подземными опорами, создавая внутреннее напряжение и придавая монументу дополнительную устойчивость.